# Popstars (Argentina)
Popstars fue un programa de televisión argentino, basado en el programa homónimo neozelandés, que se transmitió por Azul Televisión en 2001 y por Telefe en 2002.
Fue un reality show musical donde se buscaba a un grupo de jóvenes cantantes que conformarían, seleccionados por un grupo de productores, un grupo musical y permitía al espectador un seguimiento hacia su camino a la fama. El programa fue un éxito de audiencia en el país y catapultando a sus grupos nacidos allí; de su primera temporada, integrada por mujeres se conformó Bandana y de su segunda, conformado por hombres, se creó Mambrú, los cuales gozaron de gran éxito por Latinoamérica y España.

## Temática
De miles de aspirantes, se van eliminando hasta quedar 20. Luego esas 20 chicas ingresarán a una especie de taller donde aprenderán técnica vocal, danza, coreografías, etc. Las que no superen la prueba se marcharán, reduciendo el grupo a 10, esas 10 formarán 5 grupos en donde deberán cambiar el estilo, armar coreo, interpretar y distribuir la letra de una canción escogida al azar en un tiempo límite de 30 minutos. Al final, las 10 chicas son convocadas para una entrevista. Allí, acompañada de dos personas que haya elegido y frente al jurado, es declarada apta o no para formar parte del grupo. El programa de televisión no es un reality sino más bien una especie de documental. Las 5 chicas seleccionadas deberán convivir durante 5 meses en una casa adaptada con estudio de grabación y sala de ensayos para fortalecer lazos entre ellas.

## En Argentina
La producción de Popstars en Argentina, estuvo a cargo de RGB Entertainment y así se produjeron dos temporadas.
La primera en 2001 «Popstars: tu show está por empezar», donde solo participan mujeres, donde surge BANDANA
La segunda temporada de 2002 «Popstars: Tu show», es la versión masculina, del cual surge Mambrú.

### 2001:Popstars: Tu show está por empezar
Todo comienza con publicidades en la transmisión de los canales, anunciando un casting masivo, con inscripción vía web, en el Estadio Ferro de Buenos Aires para el 11 de agosto de 2001. Allí se llevaron a cabo las primeras instancias de lo que luego sería transmitido en formato de reality.Las transmisiones del programa comenzaron el 26 de septiembre.
El reality se emitió originalmente en Azul Televisión. También se emitía por Disney Channel (DirecTV) era un especial donde se podían ver backstage que no se emitían por Azul Televisión, este especial se llamaba «Mucho más Popstars».

#### Jurado
Afo Verde (Presidente del Jurado): compositor, arreglador y productor. Fue uno de los fundadores en 1987 de La Zimbabwe Reggae Band. Y 2 años después se lanzó a la producción artística independiente. Desde 1996 es el director Artístico de BMG Ariola Argentina. Se ha ocupado de la producción artística de discos de Xuxa, Los Auténticos Decadentes y Alejandro Lerner. Y muchos más trabajos en placas que van del pop al rock: Soda Stéreo, Los Fabulosos Cadillacs, Natalia Oreiro, Los Caballeros de la Quema, Attaque 77, Divididos y Marcela Morelo.
Pablo Ramírez: autor, compositor, arreglador, productor discográfico, productor de televisión. Ha sido director de A&R (artista y repertorio) en CBS Argentina, CBS México Director Artístico Nacional & Internacional y EMI Argentina. Julio Sáenz Presidente de WARNER MUSIC MÉXICO lo contrató para colaborar en la selección de repertorio, temas de la primera producción de LUIS MIGUEL BOLEROS. En Estados Unidos colaboró en selección de repertorio, temas en dos producciones de BARBRA STREISAND.  En los últimos años, con sus producciones, obtuvo 25 Discos de Platino y 11 de Oro solamente en Argentina,con más de 30 millones de copias vendidas. Sus producciones incluyen a Cantaniño autor del éxito mundial ¨Señora Vaca¨, Vivencia ¨Mi cuarto¨, Vox Dei, Los PradosComo no voy a quererte, Paz MartínezQue par de pájaros, Gualberto Castro, Cesar Costa, Sonia Rivas y Yoshio autor del éxito ¨El reencuentro¨ ¨El de la banca de atrás¨, Daniela Romo, Roberto Carlos ¨El Humahuaqueño¨ Cuarteto Imperial, Cecilia Milone, Estela Raval, Clericó con Cola ¨Te ves buena¨, Trio San Javier, Laura Miller, Mónica Posse, Horacio Guarany, Dyango ( tangos ) con Roberto Goyeneche, Pimpinela, Leo Dan, Los Nocheros, Luciano Pereyra.La primera producción que realizó de música Cristiana - Evangélica en 2009 con Catriel ganó Premio Gardel. Produjo para el programa de Susana Giménez en Telefe el éxito con los niños de ¨Minimusic¨y en 2019 el éxito que arrasó en rating en Telefe con los niños de Pequeños Gigantes SUSANA GIMÉNEZ. Autor de éxitos ya clásicos en toda América como ¨No vuelvas a besarme¨ Tatiana, Mónica Posse ¨Una vieja canción de amor¨ coautor con Raúl Abramzon. Arreglador, compositor de las obras mundiales ¨Voces del Amazonas¨, ¨Sonidos para nueve lunas¨, ¨Uritorco Estación Cósmica¨, ¨Meditación con los Ángeles¨, interpretados por Nikko Tzarakis y Regine de Luz. Presidente de Jurado Operación Triunfo Argentina 1 - 2 - 3 Telefe Canal 11 
Magali Bachor: cantante y entrenadora vocal. Realizó estudios de técnica vocal en Nueva York. Hizo coros y arreglos vocales para las intérpretes Natalia Oreiro y Lola Ponce. Actuó en vivo junto a los cantantes Patricia Sosa y Diego Torres y el grupo Los Auténticos Decadentes.
Fernando López Rossi: compositor y autor. Escribió «Tu veneno», «Cambio Dolor», «De tu amor» y «Que sí, que no», todos temas que cantó Natalia Oreiro. De la autoría de López Rossi, Valeria Lynch interpretó «Baila Conmigo» y «No siempre el amor». También recrearon sus temas Xuxa («Grito de guerra», «Tu responsabilidad») y el Puma Rodríguez («Morena»). Además, compuso «Cada día un sueño», cortina del programa «Sorpresa y media».
Marcelo Iripino (coordinador artístico de Popstars Argentina/coreógrafo): cantante y bailarín. Dirigió espectáculos y videoclips de diferentes artistas. Por ejemplo, trabajó con Nacha Guevara, José Luis "El Puma" Rodríguez y Valeria Lynch. Desde 1995 se desempeña como coreógrafo del programa de televisión «Susana Giménez».

#### Las 20 Seleccionadas
Lissa Vera: Nació el 31 de enero de 1982, Es de Acuario, Estudiante secundaria y Su Hobby es cantar. Canta desde los nueve años y sus tíos tienen mucho que ver en su amor por la música. Además toca la guitarra, la armónica y un poco el piano. Su familia es un clan de músicos y bailarines y ella se define como «su polla». A María Elizabeth le dicen Dee Dee, y entre sus virtudes, está su humor contagioso y su solidaridad. Dice también que es capaz de «encontrarle la vuelta a todo». 
Entre sus defectos ubica su fuerte personalidad y la capacidad para hacer enojar «a cualquiera».
Ivonne Guzmán:Nació el 10 de septiembre de 1984. Es de Virgo. Estudiante secundaria. Su hobby es cantar, bailar y jugar al tenis. Es colombiana y fana del Millonarios en Colombia. Entre los equipos argentinos también decidió sin titubear: Boca Juniors. Sus amigos la llaman «colo» y su familia «voncha». Ella cuenta que sus ídolos son sus padres, quienes la apoyan en este proyecto y le desean toda la suerte del mundo. Actualmente aprende a tocar la guitarra y entre sus virtudes se destacan la sinceridad, la paciencia y la alegría permanente. Sus defectos, nos dicen, son su extrema sensibilidad y su timidez. Además se define como sincera. Odia que le mientan. Pero por sobre todo su felicidad es poder cantar y que eso le guste a la gente.
Lucía: Nació el 23 de mayo de 1976. Es de Géminis. Es cantante en el circuito de pubs. «la Negra», como se la conoce también, canta en pubs de Buenos Aires y en el verano del 2001 lo hizo en Punta del Este. Toma clases de tap, hip hop y participó en cursos de salsa durante un año. Sus ídolos son los cantantes Celine Dion y Phil Collins. Vive con su novio y su familia la acompaña en cada paso que da en su carrera. Además de cantar, es percusionista. Ella no tiene ninguna cábala y entre sus virtudes se destaca la simpatía, su amigabilidad y su sinceridad. Entre sus defectos, dice que es súper exigente. Odia la mentira y la traición. Le encanta pasar el tiempo con sus amigos, y por supuesto, cantar y bailar.
Marlene: Nació el 6 de febrero de 1984. Es de Acuario. Es estudiante secundaria. Su hobby es cantar. Tiene apodos para todos los gustos: Mey, Baby, Bebota. Es hincha de River y practica tenis y gimnasia. Estudió comedia musical y sus ídolos son Bárbra Streisand y Madonna. Vive con sus padres y su hermano. Los tres la apoyan totalmente en este proyecto. Ahora está aprendiendo a tocar la guitarra y el piano y tiene tantas cábalas que está tratando de que, algunas al menos, desaparezcan. Es muy simpática, alegre y buena persona. También acepta que es terca y habla muchísimo. Odia que le mientan y ama las sorpresas. Y sobre todo le encantan los domingos en familia.
Carolina: Nació el 25 de marzo de 1982. Es de Aries. Estudia Educación física. Su hobby es cantar y hacer deportes. Desde hace dos años Carolina tiene su propia banda en la localidad bonaerense de Verónica. Allí nació hace 19 años y allí vuelve cada vez que puede. 
Practica varios deportes y quiere ser profesora de educación física. En eso está: actualmente realiza el profesora. Sus ídolos son Christina Aguilera y Marcela Morelo. Carolina no tiene ninguna cábala y señala como virtudes su voz, la prolijidad y el «aguante». Dice ser un poquitín acelerada y odia que le mientan. Es feliz en las reuniones con sus amigos y, principalmente, cuando la gente disfruta con lo que ella hace.
Yanina: Nació el 19 de abril de 1984. Es de Aries. Está en el colegio secundario. Su hobby es cantar. Yani realizó muchos estudios: por ejemplo, fue a clases de actuación en el Teatro General San Martín y en el Centro Cultural Ricardo Rojas. Pero además integra el ballet de la Escuela Nacional de danzas. Le gusta andar en rollers y sus ídolos son Luis Miguel y Julio Bocca. Vive con sus papás, quienes, cuenta, la apoyan y le dan todo par poder dedicarse al arte, que es lo que más quiere. Ella toca el piano y la flauta. Entre las virtudes señala su voz y los ojos. La hace feliz participar en Popstars, tener amigos, rendir un examen, cantar y bailar. Odia que le mientan, y que le griten pero en una cosa es implacable: detesta la falsedad.
Luana: Nació el 14 de enero de 1985. Es de Capricornio. Está en el colegio secundario. Su hobby es cantar. También baila. Desde los 3 años Lu estudia danza clásica, tap, folklore, español, jazz, contemporánea y afroamericana. Practica balonmano y es hincha de Boca Juniors. Sus ídolos son Michael Jackson, Madonna y Britney Spears. No tiene ningún tatuaje, pero le gustaría tenerlo y vive con su mamá y sus dos hermanas, quienes piensan que lo bien que le está yendo a Lu en Popstars es a su medida porque baila y canta las 24 hors. Dice ser simpática, buena amiga y sincera, también admite ser impaciente, miedosa, desordenada e inquieta. Odia que le mientan, que la carguen y que no la tomen en serio.
Virginia: Nació el 5 de abril de 1980. Es de Aries. Su hobby es escuchar música y ver videos. Virginia juega al paddle y a veces al tenis. Sus ídolos son su abuelo y Celine Dion. Vive con sus papás quienes la apoyan en todos los proyectos que emprende. Estudia canto y música desde los 14 años. En 1999 fue elegida como parte del elenco estable del Teatro Nacional. Allí participó durante seis meses en un musical. Además estudió 5 años en una escuela de comedia musical. Tiene cábalas que no nos reveló para que no pierdan su efectividad. Cuenta que ama cantar y que a todo lo que hace «le pone el alma». También admite ser demasiado meticulosa, temperamental y charlatana. Odia que le mientan, y la pone feliz realizar sus sueños.
Anabella: Nació el 11 de octubre de 1984. Es de Libra. Está en el colegio secundario. Su hobby es cantar y también bailar. A Anabella le gustan los deportes: practica vóley y balonmano. Sus ídolos son los Backstreet Boys y suelen llamarla «Colo». Integró el elenco de un programa de cable. Cuenta que su familia la apoya en todo lo que hace. Está aprendiendo a tocar la guitarra y no tiene ninguna cábala. Nos revela ser sincera y graciosa y entre sus defectos señala su ocasional mal humor, el cual surge con una razón que lo justifique. Odia que le mientan y la pone contenta la buena onda de la gente, estar con sus amigas y, sobre todo, ser parte de Popstars.
Belen Scalella: Nació el 19 de agosto de 1981. Es de Leo. Su hobby es la actuación. Belu —como le dicen sus amigos— vive con su familia, quienes la apoyan porque saben que se esmeró mucho para llegar hasta este lugar tan importante de Popstars. Sus ídolos son sus abuelos. Ella estudia canto desde los nueve años, y también danza. Actuó en un programa de televisión infantil y en su versión cinematográfica. Sabe tocar la guitarra y asegura que no tiene ninguna cábala. Entre sus virtudes destaca la originalidad, simpatía y persistencia. Entre sus defectos, la obsesión por la perfección, el orgullo y el desorden. Odia que le griten y que le mientan. Es feliz cuando logra lo que se propone.
Daniela Deramo: Nació el 11 de noviembre de 1982. Es de Escorpio. Le gusta cantar, bailar y escuchar música. A Dani también le dicen «Droopy», es hincha de Boca y le gusta practicar vóley. Sus ídolos son Take 6, Michael Jackson y Mariah Carey. En su pierna lleva un tatuaje de una iguana, en honor a su mascota Potita, que vive junto a ella y su familia. Sus parientes la apoyan desde lo más profundo «porque saben que nací para esto», explica. Su cábala es rezar «a full» y entre sus virtudes destaca su carisma, su incondicionalidad y su comprensividad. Sus defectos son la indecisión, el despiste y el desorden. Odia que la gente sea falsa con ella y se siente feliz cuando ayuda a los demás y llega al público con su voz. El cariño de la gente es fundamentales para Dani.
Ana Laura Perera (Lara Sambert): Nació el 19 de agosto de 1982. Es de Leo. Estudia comedia musical. Le encanta cantar, bailar y actuar. Ana Laura estudia baile y teatro en una escuela de danza. Su ídola, lejos, es Madonna y su apodo es Lara Sambert. Vive con sus padres y su hermano, quienes la apoyan en todos sus emprendimientos. Explica que el amor por la música lo heredó de su familia. Ella toca el piano, la guitarra y un poquitín la batería. Marca como un defecto el enojarse muy fácilmente. Entre sus virtudes destaca ser muy directa, perfeccionista y dice que no para hasta lograr su objetivo. Una de las cosas que odia es que la gente no reaccione cuando pide ayuda. Y se pone contenta cuando cumple sus metas.
Valeria Gastaldi:Nació el 5 de diciembre de 1981. Es de Sagitario. Le gusta actuar, cantar y bailar. Vale, o Valery como la llaman es hincha fanática de Boca y su deporte favorito es hacer bicicleta. En su familia están todos muy emocionados y contentos por el nuevo desafío que emprendió al presentarse en Popstars. Entre sus virtudes destaca el preocuparse mucho por los demás y se pregunta si eso es solidaridad. Dice además, ser muy cariñosa y buena persona. Lo que se achaca un poco es su obsesión por el orden y su humor cambiante. Odia que la traicione la gente a la que ella quiere, que la traten de estúpida y que le sean infiel. El amor, las buenas actitudes en la gente o un gran día, todo eso, la hacen muy feliz.
Luciana: Nació el 24 de octubre de 1980. Es de Escorpio. Está en la escuela secundaria. Su hobby es el patín artístico. Más allá de su amor por el patín artístico, Luciana estudia canto en un conservatorio, y antes lo hizo con un profesor particular durante tres años. También tocó en una banda de blues. Le gusta mucho bailar y estudió danza durante dos años. En cuanto a la actuación, cuenta que fue figurante en una obra lírica. Toca la guitarra y el teclado, pero nunca estudió: solo lo hace de oído. No tiene cábalas, y explica que sus virtudes son la simpatía y la sinceridad. Sus defectos —según ella— son su carácter fuerte, la inseguridad y su obsesión por la perfección. Odia que le mientan y se pone contenta cuando ayuda a los demás.
Ana Laura: Nació el 2 de agosto de 1979. Es de Leo. Está en el colegio secundario. Le gusta cantar, bailar y actuar. A Ana la conocen también como Britney. Hizo cursos de vocalización y de niña cantó en diferentes salas y trabajó como corista. Además fue bailarina de cumbia en programas de TV de Jujuy y hasta condujo un programa. Hizo un curso de comedia musical y actuó en teatros. Practica danzas árabes y sus ídolos son —obviamente— Britney Spears, Jennifer López y Christina Aguilera.Tiene un tatuaje en el omóplato izquierdo. Vive con su mamá y sus hermanos quienes están totalmente de acuerdo con su proyecto y la apoyan en todo. Su cábala es llevar a todos lados un osito que le regaló su sobrino, y la virgen de San Nicolás.
Pamela: Nació el 31 de agosto de 1982. Es de Virgo. Es estudiante universitaria. Su hooby es cantar. Ante todo la gimnasia. Pamela practica aerobic, gimnasia localizada y step. Es hincha de Boca y sus ídolos son los Backstreet Boys. Tiene dos tatuajes, uno en el omóplato derecho y otro en el tobillo derecho. Vive con su mamá y su hermana quienes la apoyan en todos sus emprendimientos y le desean toda la suerte. Su cábala es llevar una virgen y fotos de sus ídolos. Entre sus virtudes destaca el ser compañera, responsable y perseverante. Entre sus defectos en cambio, se encuentran su carácter a veces caprichoso, dice ser nerviosa y demasiado comprensiva.
Lourdes Fernández: Nació el 2 de abril de 1981. Es de Aries. Trabaja como cantante y tatuadora. Le gusta dibujar y bailar. Lourdes estudió 5 años en el Teatro Colón y tiene mucho empeño para desarrollar distintas actividades: tiene su propia banda con sus temas, practica patín y natación y toca el teclado y el piano. Ella es hincha de Independiente y vive con su familia. Entre sus virtudes destaca que canta bien, tiene buena onda y además comenta, que «dicen», que es linda. Entre las cosas que no le gustan de ella menciona que no es tan alta como quisiera, a veces es muy cabeza dura y seguramente, explica, tiene más defectos que ella no ve. Eso sí: odia que le mientan.
Virginia da Cunha: Nació el 15 de junio de 1981. Es de Géminis. Es estudiante y bailarina. Su hobby es estudiar música y yoga y escribir. Virginia es hincha de River, y súper deportista: entre sus actividades favoritas están el tenis, el snowboard, el surf, la equitación y el vóley. Tuvo trabajos bien variados. Uno de ellos fue bailar en un show teatral de magia. Tiene un tatuaje en la espalda y un piercing en el ombligo. Actualmente vive con su familia. Entre sus virtudes destaca su espontaneidad y su capacidad de emprender proyectos. Y entre sus defectos cuenta su perfeccionismo, su indecisión y su propensión a distraerse. Odia que le mientan y la pone muy contenta el hecho de compartir una comida en familia, bailar, cantar y que la gente a la que quiere le salgan bien las cosas.
Romina Vallone: Nació el 30 de marzo de 1982. Es de Aries. Está en el colegio secundario. Le gusta cantar y bailar. Romina es una fana total de la música: estudia canto desde hace dos años, también baila tango y salsa y su ídola es Christina Aguilera. Toca un poco la guitarra y no tiene ninguna cábala en particular. Vive con sus padres, quienes están muy contentos porque participa en Popstars. y la apoyan en todo porque saben que cantar es lo que más le gusta. Entre sus virtudes cuenta su simpatía, su sociabilidad y su bondad. Detalla entre sus defectos el ser testaruda, un poco egoísta y miedosa. Odia la hipocresía y es feliz cuando la quieren, la protegen y cuando la gente la aplaude luego de escuchar su canto.
Dominique Heslop: Nació el 15 de marzo de 1982. Es de Piscis. Trabaja como modelo profesional. Dominique practica box y también le gusta mucho la música: toca el bajo. Sus ídolos son Gwen Stefani (cantante de No Doubt) y su mamá. Sus apodos son Domi o Miniki. Tiene tres tatuajes, uno en la panza, uno en la espalda y otro en el pie, también tiene pirsin en la lengua, en el ombligo y en las orejas. Vive con sus papás quienes la apoyan totalmente. Destaca sus manos, su voz y su boca como lo mejor de ella y dice que no le gustan sus pies ni su nariz. Odia que le mientan y la pone contenta saber que sus familiares la respetan y son sinceros con ella. Entre las mejores cosas que le pasaron este año, detalla un viaje por trabajo a Sudáfrica donde conoció a su novio y se enteró de Popstars.

### 2002:Popstars: Tu show
Dado al éxito que se ha logrado tanto en la industria televisiva como en la musical de la primera temporada, se decidió realizar una segunda edición de este reality.

#### Diferencias
Para esta emisión es que la convocatoria es excluyente para varones, donde al cabo de tres meses nacería un nuevo grupo de pop masculino llamado Mambrú (banda).
La convocatoria se realiza para el 15 de junio de 2002 en el Club Hípico Argentino. Asisten 4.000 jóvenes.
Debutó el 3 de julio de 2002, en la franja de las 21:00 (UTC -3), por Telefe, donde también se marca el regreso a la TV de la modelo Dolores Barreiro. Porque esta vez será ella quien anime Mucho más Popstars, el programa de Disney Channel que en la versión anterior estuvo a cargo de Verónica Lozano y que muestra el material que no tiene cabida en la emisión de Telefé.
Un nuevo integrante en el Jurado: Alex Batista, además participando como Entrenador vocal.
Y mientras los chicos van en busca de su sueño, las chicas ya van por su segundo disco. Porque el comienzo de Popstars 2 se produce justo cuando BANDANA (banda), la exitosa banda femenina de pop surgida de la emisión anterior, está presentando su segundo disco, NOCHE (álbum), a sólo seis meses de su CD debut BANDANA (álbum).

#### Jurado
Afo Verde (Director del jurado de Popstars Argentina): compositor, arreglador y productor. Fue uno de los fundadores en 1987 de La Zimbabwe Reggae Band. Y 2 años después se lanzó a la producción artística independiente. Desde 1996 es el director Artístico de BMG Ariola Argentina. Se ha ocupado de la producción artística de discos de Xuxa, Los Auténticos Decadentes y Alejandro Lerner. Y muchos más trabajos en placas que van del pop al rock: Soda Stéreo, Los Fabulosos Cadillacs, Natalia Oreiro, Los Caballeros de la Quema, Attaque 77, Divididos y Marcela Morelo.
Magalí Bachor: Es cantante y entrenadora vocal. Realizó estudios de técnica vocal en Nueva York. Hizo coros y arreglos vocales para las intérpretes Natalia Oreiro y Lola Ponce. Actuó en vivo junto a los cantantes Patricia Sosa y Diego Torres y el grupo Los Auténticos Decadentes.
Pablo Ramírez: productor discográfico. Ha sido director de A&R (artista y repertorio) en Sony Argentina, Sony México y EMI Argentina. En los últimos tres años, con sus producciones, obtuvo 17 Discos de Platino y 5 de Oro solamente en Argentina, superando el millón de copias vendidas. Sus producciones incluyen a Cantaniño, Vivencia, Vox Dei, Los Prados, Daniela Romo, Cecilia Milone, Mónica Posse, Pimpinela, Los Nocheros y Luciano Pereyra.
Fernando López Rossi: Es compositor y autor. Escribió «Tu veneno», «Cambio Dolor», «De tu amor» y «Que sí, que no», todos temas que cantó Natalia Oreiro. De la autoría de López Rossi, Valeria Lynch interpretó «Baila Conmigo» y «No siempre el amor». También recrearon sus temas Xuxa («Grito de guerra», «Tu responsabilidad») y el Puma Rodríguez («Morena»). Además, compuso «Cada día un sueño», cortina del programa «Sorpresa y media».
Alex Batista (Entrenador vocal): Durante su carrera como cantante compartió escenario desde Ibrahim Ferrer Jr. a Juan Carlos Baglietto y Los Auténticos Decadentes. Entre otras grabaciones participó en varios discos de Diego Torres.

#### Mambrú
En octubre de 2002 los seleccionados fueron:
- Pablo Silberberg (18 de octubre de 1984)
- Emanuel Ntaka (12 de diciembre de 1977)
- Germán Tripel «Tripa» (15 de enero de 1980)
- Gerónimo Rauch (11 de febrero de 1978)
- Milton Amadeo (5 de junio de 1981) es quien abandona el grupo tras el lanzamiento y promoción del primer álbum.

A fines de octubre de 2002 sale a la venta el primer CD de Mambrú (Mambrú (álbum)), fue disco de oro a las 24 horas de ser lanzado y ya es disco triple platino, con 120.000 unidades vendidas.

## En Brasil
También en este país se realizaron dos ediciones, bajo la misma propductora RGB Entertainment.
La primera, también solo femenina, donde surge el grupo Rouge, y la segunda edición, masculina, donde se formó el grupo Br'oz.

## Cortina musical
La apertura y cierre del programa en la tanda publicitaria sonaba Geri Halliwell la canción versionada «It's Raining Men» con locuciones de Peteco Hermani y Alejandro Salgado, antiguos del Canal 9.

## Premios
- Fue galardonado con el premio Broadcasting como «Mejor Programa Juvenil».
- Premio Martín Fierro como «Mejor Programa de Entretenimiento».
- Premio Martín Fierro como «Mejor Programa Musical».